# Piquet Carneiro
Piquet Carneiro är en kommun i Brasilien.   Den ligger i delstaten Ceará, i den östra delen av landet, 1 400 km nordost om huvudstaden Brasília. Antalet invånare är 15 501.
Omgivningarna runt Piquet Carneiro är huvudsakligen savann. Runt Piquet Carneiro är det glesbefolkat, med 17 invånare per kvadratkilometer.